# Terremoto del Mar de Tasmania de 2004
En las primeras horas de la mañana del viernes 24 de diciembre de 2004, un terremoto de magnitud 8,1 Mw sacudió una zona remota del sur del Mar de Tasmania. Su epicentro se localizó aproximadamente a 360 km al noroeste de las islas Auckland de Nueva Zelanda, y unos 600 km al norte de la isla Macquarie perteneciente a Australia. Según los informes, los temblores se sintieron hasta Tasmania y la Isla Sur de Nueva Zelanda. El evento fue un complejo terremoto intraplaca dentro de la Placa Indoustraliana, que generó un pequeño tsunami.

## Entorno tectónico
La región al sur de Nueva Zelanda involucra un límite complejo entre la Placa del Pacífico y la Placa Indoaustraliana. Muy cerca de la zona sur de la Isla Sur se encuentra la Fosa de Puysegur, donde la Placa Indoaustraliana se subduce oblicuamente bajo la Placa del Pacífico. Al sur de esto, está la zona de la Falla de Macquarie, la cual es de tipotransformante con dirección dextral (lateral derecho). Más al sur, la Placa Australiana también se subduce debajo de la Placa del Pacífico pero esta vez en la Fosa de Hjort. Estas rápidas transiciones entre tipos de límites son el resultado de que el límite está ubicado cerca del polo de rotación Australia-Pacífico. 
La zona de la Falla de Macquarie, era originalmente un límite divergente.  En los límites divergentes, las dorsales en expansión están desplazadas entre sí y separadas por pequeñas secciones de fallas transformantes. Las zonas de fractura dentro de las placas tectónicas se crean como continuación de estas fallas transformantes.  Hace aproximadamente 29 millones de años, el polo de rotación Australia-Pacífico comenzó a migrar rápidamente hacia el sureste, lo que provocó que el límite pasara de uno divergente a uno transformante en un lapso de aproximadamente 4 millones de años.  Como resultado de esta transición, las zonas de fractura del límite divergente original se han separado unas de otras y se han curvado para volverse más tangenciales al límite de la placa a medida que se acercan a él.  El área de fracturación dentro de la Placa Australiana se conoce indistintamente como Bloque Macquarie  o Bloque Puysegur. 

## Terremoto
El terremoto se produjo a poca profundidad y tuvo una magnitud de momento de 8,1, con epicentro situado a unos 150 km al oeste del límite entre las placas Indoaustraliana y del Pacífico.  El terremoto fue un evento de deslizamiento sinistral (lateral izquierdo), con una ruptura de 257 km de longitud.  La ruptura duró unos 100 segundos.  Aproximadamente 30 segundos después de la ruptura, se observó que había ocurrido un segundo evento secundario al oeste de la ruptura principal, que duró cerca de  60 segundos. 
La ruptura se produjo en una de las muchas zonas de fractura antiguas dentro del Bloque Macquarie, conocida como Zona de Fractura 5 o Zona de Fractura Lhuwa.  Esta zona de fractura se curva bruscamente a medida que se acerca al límite de la placa, y el epicentro del terremoto se ubicó donde la zona de fractura se curva más pronunciadamente. Como resultado, la zona de la fractura se rompió bilateralmente; apenas 100 km se rompió al sur del epicentro y unos 160 km se rompió al noroeste del epicentro. 
Se plantea la hipótesis de que en la Fosa de Puysegur, la corteza continental más gruesa de Nueva Zelanda, actúa como un contrafuerte que impide el movimiento de la Placa Australiana. Esto da como resultado el pronunciado ángulo de subducción observado en la fosa y transfiere tensiones hacia el Bloque Macquarie más al sur, donde las antiguas zonas de fractura son áreas preexistentes de debilidad de la corteza.  La tensión que se imparte al Bloque Macquarie se libera a través de la ruptura de estas zonas de fractura débiles, y se cree que esta fue la causa de este terremoto. 

### Réplicas
El Servicio geológico de Estados Unidos (USGS) registró 42 réplicas de magnitud superior a 4,0 durante el año posterior al terremoto.  El mayor de ellos fue un terremoto de magnitud 6,1 el 3 de enero de 2005. 

### Otros eventos
El martes 23 de mayo de 1989, un terremoto de magnitud 8,0 sacudió la parte más meridional del límite de la placa, cerca de la isla Macquarie.  Después de este suceso, se reactivó una gran sección del extremo sur del Bloque Macquarie, y se produjeron muchos terremotos más pequeños al noroeste del límite de la placa a lo largo de una de las zonas de fractura.  Sin embargo, la zona de fractura que se reactivó por el evento de mayo de 1989 no fue la misma zona de fractura que se rompió en el evento de diciembre de 2004.
Sólo 58 horas después del terremoto, se produjo el catastróficoTerremoto del Océano Índico de 2004, de magnitud mucho mayor: 9,1-9,3. Se cree que los dos eventos no están relacionados. A raíz del terremoto del Océano Índico, inmediatamente se prestó poca atención a la investigación sobre el terremoto del Mar de Tasmania.  La interferencia de la actividad sísmica que resultó del evento del Océano Índico y sus réplicas hizo difícil determinar de manera confiable la ubicación del epicentro de muchas de las réplicas del evento precursor. 

## Impacto
El terremoto se registró ampliamente: En Nueva Zelanda, el temblor fue prolongado y lo suficientemente fuerte como para despertar a la gente de su sueño en el extremo sur de la Isla Sur, pero no se reportaron daños.  En Tasmania, la policía local recibió un puñado de llamadas después del terremoto, con informes de casas temblando y lámparas oscilantes.  En la remota isla Macquarie, las 22 personas que trabajaban en la Base Isla Macquarie informaron que durmieron durante el terremoto y solo descubrieron que había sucedido al despertarse por la mañana.  No hubo informes de daños en la isla. 

### Tsunami
El terremoto generó un pequeño tsunami, que alcanzó una altura de 0,3 metros en la Bahía Jackson en Nueva Zelanda; unos 0,15 metros en la Bahía Spring en Tasmania, y finalmente unos 0,1 metros en Puerto Kembla en el estado de Nueva Gales del Sur, Australia. No hubo testigos presenciales del tsunami y no causó daños. 